# Arbrå Kakelfabrik
Arbrå Kakelfabrik var en kakelfabrik i Arbrå.

## Tidig historik
På 1850-talet anlade hemmansägare Olof Jonsson i Svea ett tegelbruk på ägorna vid älvstranden. Området kallades Lundnäs, men tegelbruket kallades ”Fessendals Bruk” efter den intilliggande blötmarken. Där slogs både mur- och taktegel. Tegelslagare kom från närliggande byar. Rörelsen på Lundnäs utökades successivt med krukmakeri, kakelfabrik, filfabrik, smedja, snickeri, spinneri, kvarn, mälteri och linskäktar.

## Kakeltillverkning 1863–1902

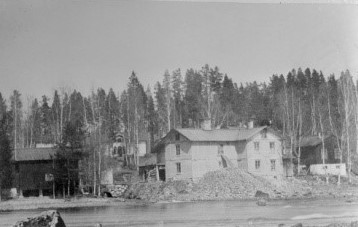
Arbrå Kakelfabrik i Lundnäs 1899 innan flytten 1902.

År 1863 grundades Arbrå Kakelfabrik, även kallad Lundnäs Kakelfabrik. Fabriken var då en av de nordligaste kakelfabrikerna i landet. Nils Håkansson kom från Värnamo och anställdes som verkmästare. I början tillverkades endast enkla ugnar och tegel till kunder i Arbrå med omnejd, successivt startade även tillverkning av kakelugnar. Under de första 20 åren togs leran från trakten. Den gav upphov till grönrosiga kakelugnar. När norra stambanan byggts färdig 1879, togs leran i fortsättningen från Uppsala-Ekeby. År 1896 kom Håkanssons svärson, Wiktor Sundman från Söderala, som verkmästare till kakelfabriken. Sundman hade en tid arbetat i Stockholm med tyska arbetare och blivit en skicklig yrkesman.

## Flytten till Arbrå 1902–1929

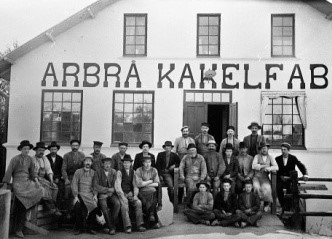
Arbrå Kakelfabrik efter flytten till Arbrå Station 1902.

Vid flytten till Arbrå stationsområde och nybyggda industrilokaler 1902 ägdes fabriken av Adolf Ungers industriaktiebolag. Petrus August Hallström var disponent och Wiktor Sundman verkmästare. Sortimentet utökades med praktugnar och öppna spisar med mosaikinläggningar. Leveranserna skedde huvudsakligen till Norrland, men även en del till Stockholm och export till bland annat Norge och Kalifornien. Fabriken hade som mest 47 anställda och en årsproduktion av upp till 2000 kakelugnar. År 1915 övertog Sundman fabriken och drev den fram till 1921. År 1929 såldes fabriksbyggnaden till dåvarande Forsbro Yllefabrik och samtidigt upphörde all tillverkning av kakelugnar.